# 도카이촌 (지바현 이치하라군)
도카이촌(東海村)은 지바현 이치하라군에 존재해 쇼와 시대의 대합병으로 폐지된 촌이다. 현재의 이치하라시 북동부에 해당한다.

## 지리
1916년 당시 이치하라군(현 이치하라시와 거의 겹치는 지역) 북서부에 위치한 마을로, 북쪽에서 동쪽으로 고이정, 동쪽으로 우나카미촌, 서쪽으로 아네사키정, 북서쪽으로 지구사촌에 접해있었다.

## 역사
- 1889년 4월 1일 - 정촌제 시행에 수반해 이치하라군 도카이촌이 성립하였다.
- 1954년 11월 3일 - 고이정에 편입해 소멸하였다.

## 참고문헌
- 市原のあゆみ[要文献特定詳細情報]
- 小沢治郎左衛門『上総国町村誌 第一編』1889年。NDLJP:763698。
- 千葉県市原郡教育会『千葉県市原郡誌』千葉県市原郡、1916年。NDLJP:951002。
- 『明治22年千葉県町村分合資料 七 市原郡町村分合取調』1889年。
- 鎗田功『旧市原郡東海村の今と昔』市原ふるれんネット（ふるさと市原をつなぐ連絡会）、2021年。

## 관련링크
- 『千葉県市原郡誌』第二部 町村誌「東海村」 NDLJP:951002/391
- 千葉県市原郡東海村 (12B0090018) - 歴史的行政区域データセットβ版